# Калинове (Богодухівський район)
Калинове (до 2016 — Жовтневе) — селище в Україні, у Золочівській селищній громаді Богодухівського району Харківської області. Населення становить 649 осіб.

## Географія
Селище Калинове розташоване за 5 км від річки Лопань (правий берег), по селу протікає безіменна річечка з загатами, до села примикає село Карасівка, за 3 км розміщене село Шаповалівка, за 7 км — смт Золочів.

## Історія
До 2016 року село мало назву Жовтневе. З нагоди перейменування селища в квітні 2016 року відбулося святкування за участі голови Харківської ОДА Євгенія Шахненка та першого заступника голови Харківської облради Віктора Коваленка. Як відзначили жителі села, нову назву вибирали всією громадою, враховуючи побажання кожного. «Нам хотілося, щоб у назві було щось жіночне, вирішили, що калина як символ — те, що нам треба. До того ж калина росте й у нас в лісах, і в селі, так що назва правильна» — зазначила на заході голова Калинівської сільської ради Людмила Коваль.
12 червня 2020 року, розпорядженням Кабінету Міністрів України № 725-р «Про визначення адміністративних центрів та затвердження територій територіальних громад Харківської області», увійшло до складу Золочівської селищної громади.
19 липня 2020 року, в результаті адміністративно-територіальної реформи та ліквідації Золочівського району, село увійшло до складу Богодухівського району.

### Російсько-українська війна
Вранці 28 лютого 2025 року по селу російськими військами було завдано удару керованою авіаційною бомбою, через що було пошкоджено 5 приватних будинків, будинок культури, магазин, 1 автомобіль, електромережі.